# Frutteto

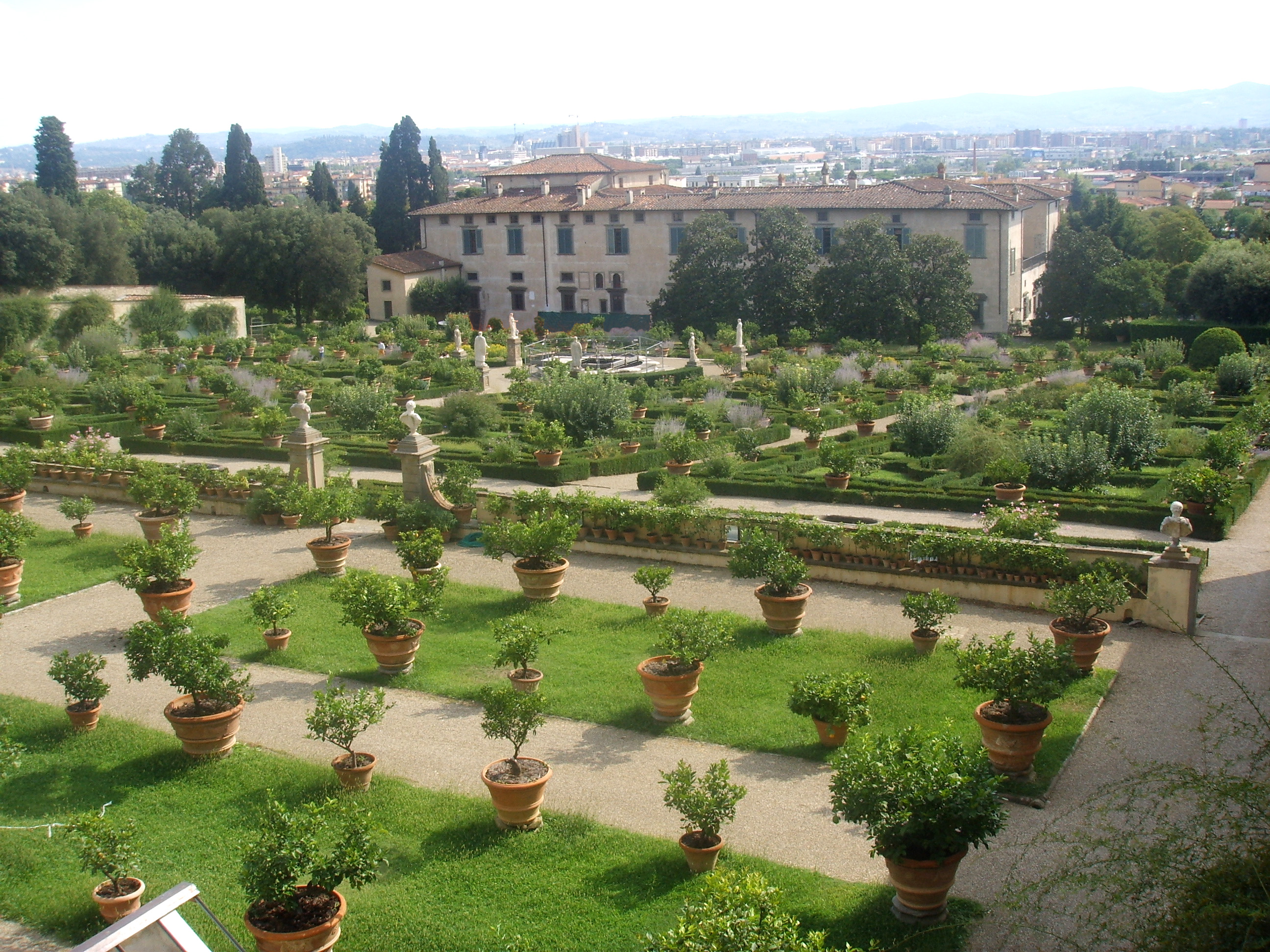
i giardini all'italiana di Castello (Firenze), con il frutteto in primo piano.

Un frutteto, o pomario, è un'area di terreno dedicata alla coltura di alberi da frutta. Il terreno del frutteto è perciò intenzionalmente e in genere esclusivamente coltivato con alberi o arbusti per la produzione di cibo, di solito distanziati in modo regolare e lineare.
Per la creazione di un frutteto è necessario esaminare le caratteristiche del territorio, tenendo in considerazione le caratteristiche del terreno, l'orografia e il clima della regione in modo da poter coltivare gli alberi maggiormente adatti alla specifica area per ottenere il massimo della produttività.
Ai fini della produttività del frutteto, deve essere presa in considerazione la preparazione del suolo in vista della messa in dimora delle piante e la preparazione di un sistema di irrigazione adatto al tipo di albero da coltivare. Lo studio dell'impollinazione riveste un ruolo centrale nello sviluppo del frutteto.

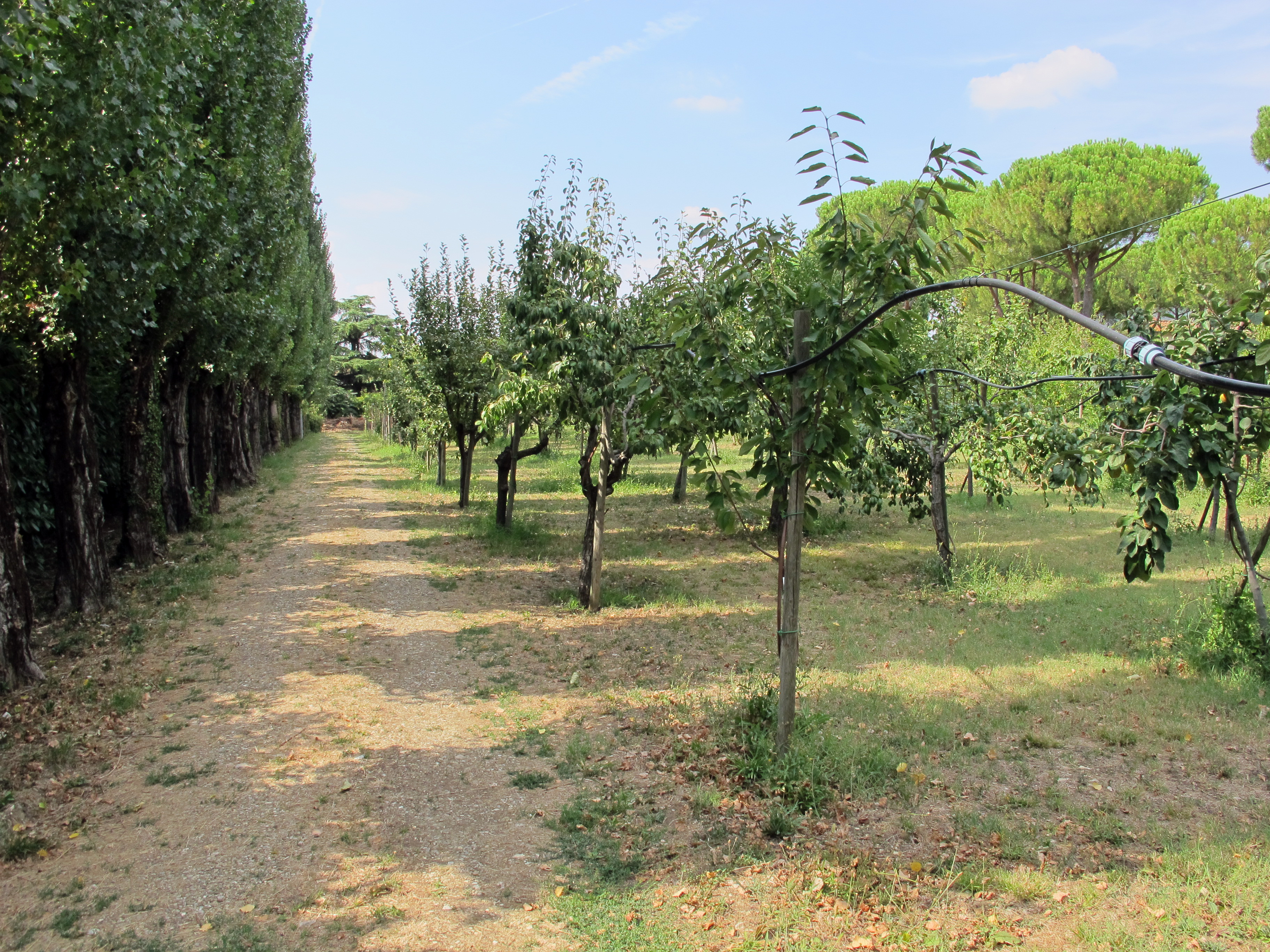
Frutteto di Villa Le Brache, (Firenze).

Lo studio del clima nel quale il frutteto viene sviluppato deve tenere in considerazione il clima e le sue variazioni, e dotarsi di tecniche che possano permettere di combattere repentini cambiamenti climatici. I frutteti si devono dotare di strutture adeguate al fine di proteggere i fiori e i frutti in maturazione. Nelle zone temperate non sono rare ondate di gelo tardivo che possono compromettere la fioritura degli alberi, così come durante il periodo estivo non deve essere sottovalutato il rischio di improvvise grandinate che possono danneggiare la frutta in maturazione. Nelle aree a clima freddo, è possibile invece limitare i rischi selezionando varietà maggiormente resistenti al gelo, come piante più rustiche o a fioritura tardiva.